# Amsterdam Swim
Amsterdam Swim is een zwemevenement dat sinds 2009 elk jaar op de eerste zondag van september in Amsterdam plaatsvindt. Het is een openwater-zwemevenement van 5 of 10 km in de binnenstad van Amsterdam.

## Geschiedenis
In de eerste jaren werd de Amsterdam Swim gezwommen rond het KNSM-eiland en heette het officieel het "Rondje KNSM Eiland". In 2010 veranderde Stichting Aquarius in navolging van de Rotterdam Swim (voorheen Rondje Noordereiland) de naam Rondje KNSM Eiland in Amsterdam Swim met als doel het woord zwemmen als evenementsaanduiding in de naam op te nemen en meer internationale deelnemers naar beide openwaterzwemevenementen te halen. Daarnaast werden de Rotterdam Swim en de Amsterdam Swim ondergebracht onder de vlag van de King Of The Rivers.
Deelnemers aan de Amsterdam Swim of de Royal Amstel Swim zwemmen onder zes historische bruggen (Berlagebrug (1932), Nieuwe Amstelbrug (1903), Torontobrug (1970), Hoge Sluis (1883), Magere Brug (1934) en Blauwbrug (1883)) en langs onder meer de Keizers-, Prinsen- en Herengracht en vele belangrijke gebouwen zoals onder meer de Rembrandttoren, Amstelhotel, Carré, Hermitage, Het Huis met de Bloedvlekken en Stopera uit de 16e tot 21e eeuw. Een groot deel van de route is sinds 2010 opgenomen in de UNESCO werelderfgoedlijst.